# William Verity Jr.
William Verity Jr., nome completo Calvin William Verity Jr. (Middletown, 26 gennaio 1917 – Beaufort, 3 gennaio 2007), è stato un imprenditore e politico statunitense.

## Biografia
Di religione anglicana, si laureò in economia a Yale nel 1939 e dal 1942 al 1946 fu arruolato nella marina statunitense, prendendo parte alla Seconda guerra mondiale. Successivamente lavorò per la AK Steel Holding, nota azienda specializzata nel settore dell'acciaio di cui divenne amministratore delegato all'inizio degli anni settanta.
Membro del Partito Repubblicano, William Verity Jr. lavorò all'interno del Dipartimento del Commercio degli Stati Uniti d'America dal 1980 al 1981 ed in seguito fu portavoce della task force Private Sector Initiatives, fortemente voluta dal presidente Ronald Reagan. Dal 19 ottobre del 1987 al 30 gennaio 1989 ricoprì la carica di Segretario al Commercio degli Stati Uniti d'America, proprio all'interno del gabinetto Reagan.
Sposato con Peggy Verity (deceduta nel 1999), con lei ha avuto due figli ed una figlia.